# Roger Désormière
Roger Désormière   (Vichèi, 13 de setembre de 1898 - 18è districte de París, 25 d'octubre de 1963)va ser un director i compositor francès.

## Biografia
Nascut a la regió d'Allier, i va passar la seva infantesa entre el balneari, on els seus pares eren perruquers durant la temporada, i el poble veí de Cusset. Allà va començar com a flautista a l'harmonia local, La Semeuse, i va assistir a nombrosos concerts al Grand Casino de Vichy durant la temporada termal. Va ser assessorat per Georges Laurent, aleshores solista de l'orquestra Grand Casino.
A partir de 19143, va estudiar al Conservatori de París on va prendre classes de flauta amb Philippe Gaubert i d'harmonia amb Xavier Leroux, i a la Schola Cantorum per a classes de direcció amb Vincent d'Indy, i de contrapunt i de fuga amb Charles Koechlin en classes particulars. Va formar, amb Henri Sauguet, Maxime Jacob i Henri Cliquet-Pleyel, l'"École d'Arcueil", que es va posar sota la direcció d'Erik Satie. El 1917 va ser mobilitzat a l'exercit d'infanteria i el 1920 va començar la carrera de director d'orquestra.
El 1924 va produir l'adaptació musical, basada en cançons populars angleses arranjades i instrumentades, de l'obra de Shakespeare Roméo et Juliette, adaptada per Jean Cocteau, presentada per primera vegada al teatre "La Cigale" de París, el 2 de juny de 1924.
Dirigí els Ballets Suecs (1924-1925) i esdevingué director musical dels Ballets Russos (1925-1929). A partir de 1932, es va interessar per la música de cinema i esdevingué director musical de la firma Pathé-Nathan. Va dirigir successivament les orquestres de La Scala, Covent Garden, Montecarlo, l'Opéra-Comique (1937-1944), l'Òpera de París (1944-1946), la BBC (1946-1947) i l'Orquestra Nacional de França (194-1951).
Va compondre música incidental, com la de Les Cenci d'Antonin Artaud (estrenada el 6 de maig de 1935) i diverses partitures de pel·lícules: The Rules of the Game, Le Mariage de Chiffon, Le Voyageur de la Toussaint, etc. També va dirigir l'enregistrament de molts altres. L'abril i maig de 1941 va produir el primer disc complet de l'òpera Pelléas et Mélisande de Claude Debussy.
Durant l'Ocupació alemanya, Roger Désormière va ser membre d'un moviment de resistència, el "Front Nacional dels Músics", una branca "categòrica" del Front Nacional de la Resistència, al costat d'Henri Dutilleux, Manuel Rosenthal, Charles Munch, Paul Paray, Elsa Barraine, Louis Durey, Francis Poulenc, Georges Auric, Claude Delvincourt, Irène Joachim, etc.
Va fundar l'Associació Francesa de Músics Progressistes amb Serge Nigg, Louis Durey i Elsa Barraine.
Víctima l'any 1952 d'un ictus que el va deixar afàsic, es va veure obligat a abandonar la seva carrera. Va morir l'any 1963 d'un càncer de pulmó. Està enterrat al cementiri de Vichy.
Roger Désormière es va casar amb Colette Steinlen, filla del dissenyador i pintor Théophile-Alexandre Steinlen, que va morir el 1969.

## Composicions
- 3 pièces pour orchestre (1917)[6]
- Lumière dans la nuit per a veu i piano (1923)[7]
- Souvenir du bal bleu, per a piano[7]
- Geneviève de Brabant, (1926) orquestració d'opereta d'Erik Satie
- Duos pour flûtes (1937)

## Cites
| « | "Per a mi, la precisió i la transparència són les qualitats més nobles de l'art de la direcció." | » |

## Filmografia
Com a compositor
- 1935 : Le Clown Bux de Jacques Natanson
- 1939 : La Règle du jeu de Jean Renoir
- 1940 : Cavalcade d'amour de Raymond Bernard
- 1942 : Le Mariage de Chiffon de Claude Autant-Lara
- 1942 : L'Épouvantail de Paul Grimault
- 1943 : Le Comte de Monte Cristo de Robert Vernay
- 1943 : Le Voyageur de la Toussaint de Louis Daquin
- 1943 : Madame et le Mort de Louis Daquin
- 1943 : Arlette et l'Amour de Robert Vernay
- 1944 : Le Voleur de paratonnerres de Paul Grimault
- 1944 : Service de nuit de Jean Faurez
- 1945 : Le Père Goriot de Robert Vernay

Com a director d'orquestra
| - 1932 : Poil de Carotte de Julien Duvivier - 1934 : Maria Chapdelaine de Julien Duvivier - 1936 : Le Crime de monsieur Lange de Jean Renoir - 1936 : Partie de campagne de Jean Renoir - 1936 : Les Bas-fonds de Jean Renoir - 1937 : Marthe Richard, au service de la France de Raymond Bernard - 1937 : Le Messager de Raymond Rouleau - 1937 : L'Alibi de Pierre Chenal - 1938 : La Marseillaise de Jean Renoir - 1939 : Le Dernier Tournant de Pierre Chenal - 1939 : La Règle du jeu de Jean Renoir - 1941 : Volpone de Maurice Tourneur - 1941 : Remorques de Jean Grémillon | - 1941 : Sur les chemins de Lamartine de Jean Tedesco - 1942 : La Duchesse de Langeais de Jacques de Baroncelli - 1943 : Lumière d'été de Jean Grémillon - 1946 : La Symphonie pastorale de Jean Delannoy - 1946 : La Belle et la Bête de Jean Cocteau - 1946 : Le 6 juin à l'aube de Jean Grémillon - 1946 : Les Portes de la nuit de Marcel Carné - 1947 : Antoine et Antoinette de Jacques Becker - 1947 : Monsieur Vincent de Maurice Cloche - 1949 : Singoalla de Christian-Jaque - 1950 : La Beauté du diable de René Clair - 1950 : Ballerina de Ludwig Berger |

## Discografia
Com a director d'orquestra
- Obres de Pierre Boulez, Igor Stravinsky, Luigi Dallapiccola, Erik Satie, Béla Bartók - Concert de ràdio el 18 de juliol 1950 au théâtre des Champs-Élysées ; rééd. INA mémoire vive
- Emmanuel Chabrier, L'Étoile - Pathé, 1943 ; reeditat. Dante Lys
- Claude Debussy, Pelléas et Mélisande - La veu del seu amo, 1941
- Obres de Jacques Ibert, Mikhaïl Ippolitov-Ivanov, Piotr Ilitch Tchaïkovski, Domenico Scarlatti - Decca (enregistrades en 1951); reeditat. Testament
- Charles Koechlin, Le Buisson ardent et Les Eaux vives - (enregistrat en 1951 i 1937) ; reeditat. The Classical Collector
- Francis Poulenc, Les Biches - Léo Delibes, Coppelia i Sylvia - Decca (enregistrades en 1951 i 1950); reeditat. Testament
- Les Rarissimes de Roger Desormière: Rimski-Korsakov, Glazounov, Tchaïkovski - Capitol, 1951 ; reeditat. EMI Classics

## Posteritat
Després d'escoltar L'Arlésienne, les suites orquestrals 1 i 2:
| « | "És evident que està bé quan el director es diu Désormière! Un dels únics de veritat! I després quan és bona música francesa." | » |